# Croce di Mannerheim
La Croce di Mannerheim (finlandese: Mannerheim-risti, svedese: Mannerheimkorset) è la più alta onorificenza militare della Finlandia.

## Storia
L'onorificenza è stata introdotta dopo la guerra d'inverno e prende il nome dal feldmaresciallo Carl Gustav Emil Mannerheim. Associato all'Ordine della Croce della Libertà, la decorazione veniva assegnata ai soldati per eccezionale coraggio, per il raggiungimento di obiettivi di importanza cruciale in combattimento o per operazioni condotte con successo. Un decorato della croce è chiamato "Cavaliere della Croce Mannerheim".
De jure l'onorificenza è ancora attiva e può essere assegnata a qualsiasi soldato finlandese, anche se è altamente improbabile che ciò venga avvenga in tempo di pace o anche in un conflitto minore (Decreto 550/1946 sull'Ordine della Croce della Libertà). Nell'ordine di precedenza delle onorificenze finlandesi, la Croce di I Classe è al 5º posto e la Croce di II Classe al 9°. Come le croci dell'Ordine della Croce della Libertà, il design della Croce di Mannerheim mostra il Fylfot scandinavo.

## Classi
La Croce di Mannerheim è composta da due classi:
- Croce di Mannerheim di I Classe
- Croce di Mannerheim di II Classe

La Croce di Mannerheim di II Classe è stata istituita come premio universale per l'eccezionale coraggio, per il raggiungimento di obiettivi di importanza cruciale in combattimento o per operazioni particolarmente riuscite. La Croce poteva essere assegnata a qualsiasi soldato delle forze armate finlandesi, indipendentemente dal grado. La mancanza di un requisito di grado, l'enfasi sul coraggio individuale e il premio di 50.000 marchi assegnato a ciascun decorato hanno reso questa onorificenza molto ambita durante la guerra. Nel 1942 la somma del premio era equivalente allo stipendio annuale di un tenente. La Croce di Mannerheim è stata assegnata quasi esclusivamente nella II Classe, perciò solitamente si intende questa quando ci si riferisce in generale alla Croce di Mannerheim.
La Croce di I Classe è stata assegnata soltanto due volte (vedi sotto), ma non sono previsti requisiti speciali diversi dalla II Classe.

## Cavalieri della Croce di Mannerheim
Gli unici decorati della Croce di Mannerheim di I Classe sono il suo omonimo, il feldmaresciallo C.G.E. Mannerheim e il generale di fanteria Erik Heinrichs. Mannerheim pensava che fosse strano per lui ricevere una decorazione che portava il suo nome, ma decise di accettare comunque la Croce dal Presidente della Repubblica Risto Ryti dopo che tutti i precedenti decorati glielo avevano chiesto.
La Croce di Mannerheim di II Classe è stata assegnata a 191 persone, tutte durante la seconda guerra mondiale. Il primo soldato semplice a ricevere la croce fu Vilho Rättö, per aver distrutto quattro carri armati nemici con un cannone anticarro sottratto al nemico. Quattro persone sono state premiate due volte con la Croce di II Classe. Il 1º novembre 2020 è morto Tuomas Gerdt, l'ultimo Cavaliere della Croce di Mannerheim.
A partire dalla presidenza di Martti Ahtisaari, tutti i decorati sopravvissuti della Croce di Mannerheim sono stati invitati ogni anno il 6 dicembre al ricevimento del Giorno dell'Indipendenza della Finlandia. Per tradizione erano i primi ospiti ad entrare e salutare il presidente.

### Doppiamente decorati
Decorati sia della I che della II Classe:
- Erik Heinrichs, generale di fanteria, comandante dell'esercito e capo di stato maggiore generale – II Classe il 5 febbraio 1942, I Classe il 31 dicembre 1944
- Carl Gustav Emil Mannerheim, feldmaresciallo, comandante in capo - entrambe le classi il 7 ottobre 1941

Decorati di due Croci di II Classe:
- Martti Aho, colonnello, comandante di reggimento di fanteria - prima il 1 marzo 1942, seconda il 16 ottobre 1944
- Ilmari Juutilainen, sergente maggiore, pilota di caccia - prima il 26 aprile 1942, seconda il 28 giugno 1944
- Aaro Pajari, maggiore generale, comandante di divisione di fanteria - prima il 14 settembre 1941, seconda il 16 ottobre 1944
- Hans Wind, capitano, pilota di caccia – prima il 31 luglio 1943, seconda il 28 giugno 1944

### Altri insigniti notabili

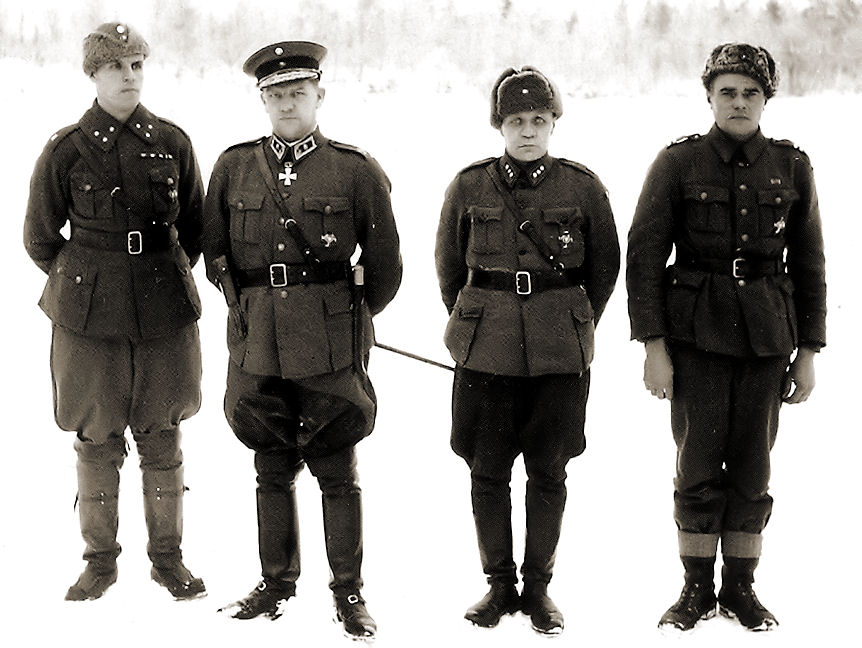
Cavalieri della Croce di Mannerheim, da sinistra a destra: il capitano Eero Kivelä, il maggiore generale Aaro Pajari, il capitano Juho Pössi, e il caporale Vilho Rättö.

- Aksel Airo, tenente generale, capo delle operazioni presso il quartier generale - 18 novembre 1944
- Adolf Ehrnrooth, colonnello, comandante di reggimento di fanteria - 4 dicembre 1944
- Ruben Lagus, colonnello, comandante di divisione di fanteria - 22 luglio 1941
- Vilho Nenonen, generale d'artiglieria, ispettore d'artiglieria – 8 gennaio 1945
- Lennart Oesch, tenente generale, comandante delle forze dell'istmo - 26 giugno 1944
- Erkki Raappana, colonnello, comandante di divisione – 3 agosto 1941
- Hjalmar Siilasvuo, tenente generale, comandante di corpo d'armata - 21 dicembre 1944
- Paavo Talvela, maggiore generale, comandante di corpo d'armata - 3 agosto 1941
- Lauri Törni, tenente, poi capitano, comandante di compagnia di fanteria - 9 luglio 1944
- Rudolf Walden, generale di fanteria, ministro della difesa – 2 dicembre 1944
- Vilho Rättö, soldato, poi sergente maggiore – 3 agosto 1941
- Olavi Alakulppi, capitano – 17 luglio 1942
- Tuomas Gerdt, capitano, fu Cavaliere della Croce Mannerheim numero 95 e ultimo vivente dei 191 cavalieri